# Regionalwahl in Sardinien 1999
Die Regionalwahl in Sardinien 1999 fand am 13. und 27. Juni statt. Gewählt wurden 80 Abgeordnete zum Regionalrat.
Der Präsident und die Mitglieder des Regionalausschusses (Giunta regionale) wurden vom Regionalrat aus den Reihen seiner Mitglieder gewählt.

## Liste der Präsidenten
Präsidenten des Regionalausschusses während der XII. Legislaturperiode (1999–2004):
- Mauro Pili (Forza Italia), 1999;
- Gian Mario Selis (PPI), 1999;
- Mario Floris (UDR), 1999–2001;
- Mauro Pili (Forza Italia), 2001–2003;
- Italo Masala (AN), 2003–2004.

## Wahlergebnis
| Regionallisten                                                        | Regionallisten                       | 2. Wahlgang | 2. Wahlgang | 1. Wahlgang | 1. Wahlgang | Listen                                                   | Stimmen | %    | Mandate |
| Regionallisten                                                        | Regionallisten                       | Stimmen     | %           | Stimmen     | %           | Listen                                                   | Stimmen | %    | Mandate |
| --------------------------------------------------------------------- | ------------------------------------ | ----------- | ----------- | ----------- | ----------- | -------------------------------------------------------- | ------- | ---- | ------- |
|                                                                       | Polo per la Sardegna                 | 369.164     | 53,7        | 371.816     | 48,1        | Forza Italia                                             | 169.470 | 19,7 | 13      |
| Alleanza Nazionale                                                    | Polo per la Sardegna                 | 369.164     | 53,7        | 371.816     | 48,1        | 85.201                                                   | 9,9     | 7    |         |
| Patto Segni – Riformatori Sardi                                       | Polo per la Sardegna                 | 369.164     | 53,7        | 371.816     | 48,1        | 38.259                                                   | 4,4     | 3    |         |
| Centro Cristiano Democratico                                          | Polo per la Sardegna                 | 369.164     | 53,7        | 371.816     | 48,1        | 34.866                                                   | 4,0     | 3    |         |
| Nuovo Movimento                                                       | Polo per la Sardegna                 | 369.164     | 53,7        | 371.816     | 48,1        | 28.771                                                   | 3,3     | 2    |         |
| Mandate der Listengruppe                                              | Polo per la Sardegna                 | 369.164     | 53,7        | 371.816     | 48,1        | –                                                        | –       | 9    |         |
| ↳ Gesamt                                                              | Polo per la Sardegna                 | 369.164     | 53,7        | 371.816     | 48,1        | 356.567                                                  | 41,4    | 37   |         |
|                                                                       | Coalizione Autonomista               | 318.122     | 46,3        | 243.839     | 31,5        | Democratici di Sinistra                                  | 122.675 | 14,2 | 10      |
| Partito Popolare Italiano                                             | Coalizione Autonomista               | 318.122     | 46,3        | 243.839     | 31,5        | 87.566                                                   | 10,2    | 7    |         |
| Federazione Democratica                                               | Coalizione Autonomista               | 318.122     | 46,3        | 243.839     | 31,5        | 49.584                                                   | 5,8     | 4    |         |
| I Democratici                                                         | Coalizione Autonomista               | 318.122     | 46,3        | 243.839     | 31,5        | 46.857                                                   | 5,4     | 4    |         |
| Socialisti Uniti (SDI – Federazione dei Socialisti e dei Democratici) | Coalizione Autonomista               | 318.122     | 46,3        | 243.839     | 31,5        | 43.250                                                   | 5,0     | 3    |         |
| Partito della Rifondazione Comunista                                  | Coalizione Autonomista               | 318.122     | 46,3        | 243.839     | 31,5        | 31.713                                                   | 3,7     | 2    |         |
| Partito dei Comunisti Italiani                                        | Coalizione Autonomista               | 318.122     | 46,3        | 243.839     | 31,5        | 18.257                                                   | 2,1     | –    |         |
| Federazione dei Verdi                                                 | Coalizione Autonomista               | 318.122     | 46,3        | 243.839     | 31,5        | 15.833                                                   | 1,8     | –    |         |
| Mandate der Listengruppe                                              | Coalizione Autonomista               | 318.122     | 46,3        | 243.839     | 31,5        | –                                                        | –       | 7    |         |
| ↳ Gesamt                                                              | Coalizione Autonomista               | 318.122     | 46,3        | 243.839     | 31,5        | 415.735                                                  | 48,2    | 37   |         |
|                                                                       | Partito Sardo d’Azione               |             |             | 64.420      | 8,3         | Partito Sardo d’Azione                                   | 38.422  | 4,5  | 3       |
|                                                                       | Unione Democratica per la Repubblica |             |             | 47.697      | 6,2         | Unione Democratica per la Repubblica                     | 35.177  | 4,1  | 3       |
|                                                                       | Mesa Sardos Liberos                  |             |             | 45.207      | 5,8         | Mesa Sardos Liberos (Partidu Indipendentista – Sonstige) | 15.283  | 1,8  | –       |
| Fronte Nazionalitario                                                 | Mesa Sardos Liberos                  | 807         | 0,1         | 45.207      | 5,8         | –                                                        |         |      |         |
| ↳ Gesamt                                                              | Mesa Sardos Liberos                  | 16.090      | 1,9         | 45.207      | 5,8         | –                                                        |         |      |         |
| Gesamt                                                                | Gesamt                               | 687.286     | 100         | 772.979     | 100         |                                                          | 861.992 | 100  | 80      |
|                                                                       |                                      |             |             |             |             |                                                          |         |      |         |
| Ungültige Stimmen                                                     | Ungültige Stimmen                    | 17.305      | 2,5         | 171.352     | 18,1        |                                                          |         |      |         |
| Wähler                                                                | Wähler                               | 704.591     | 49,4        | 944.331     | 66,2        |                                                          |         |      |         |
| Wahlberechtigte                                                       | Wahlberechtigte                      | 1.425.425   |             | 1.425.425   |             |                                                          |         |      |         |